# 格里冰川
格里冰川（英語：Gerry Glacier），是南極洲的冰川，位於瑪麗伯德地的愛德華七世地，流經里夫斯半島和霍華德高地，最終注入蘇茲貝格灣，美國地質調查局根據測量和該國海軍的空中照片繪入地圖，現時由南極條約體系管理。